# Inquisition à Malte
L'histoire de l'Inquisition à Malte s'étend de la fin du Moyen Âge à 1798. Comme dans d'autres pays, elle agissait par la force et par la peur pour réprimer les déviances à l'orthodoxie catholique. Elle a contribué à profondément ancrer l'archipel maltais dans un catholicisme quasi-exclusif.

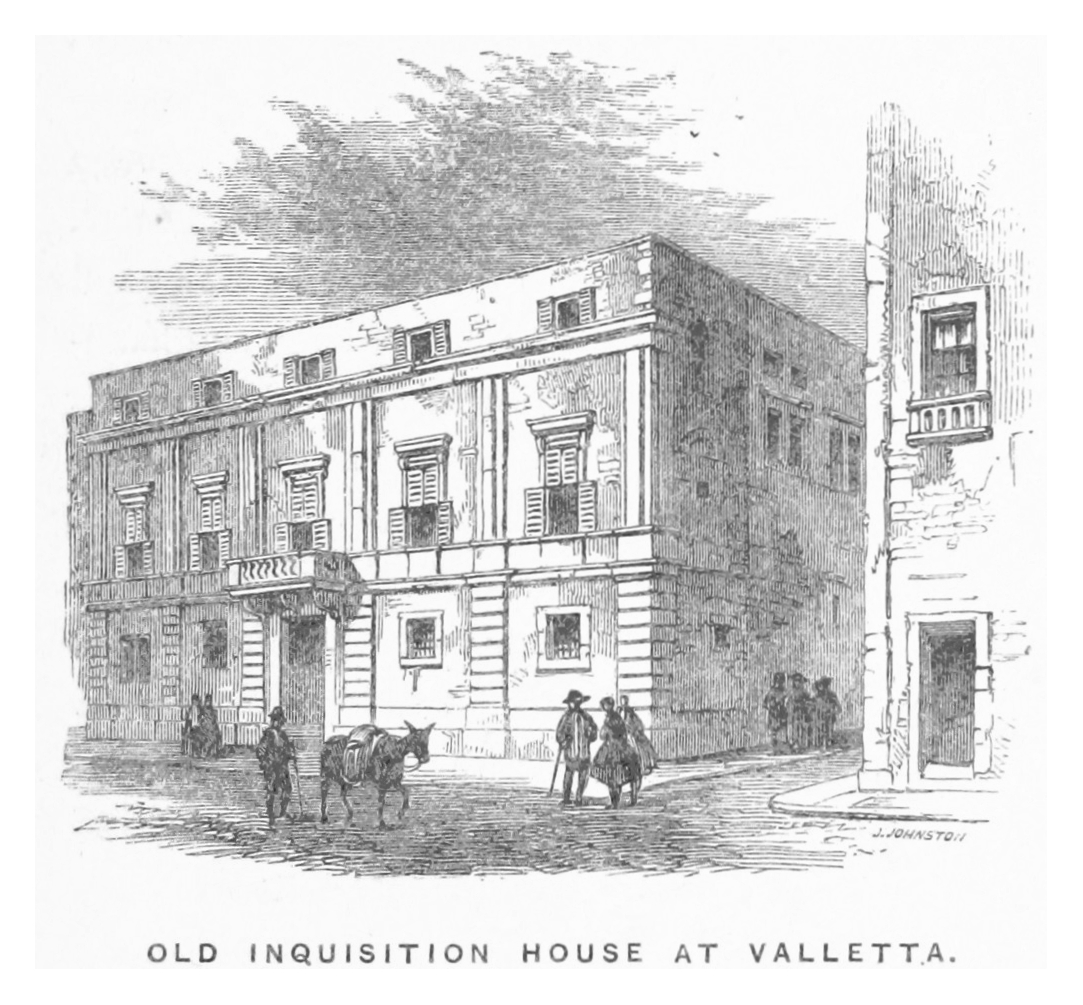
gravure de 1861 représentant le palais inquisitorial

## L'Inquisition médiévale
Jusqu'en 1562, Malte est sous la juridiction de l'inquisiteur de Palerme. Des pro-inquisiteurs, délégués de l'inquisiteur de Sicile sont parfois envoyés en missions spéciales sur l'archipel. Entre 1489 et 1497, deux Inquisiteurs siciliens furent en poste à Malte pour faire appliquer le décret d’expulsion des communautés juives de l’archipel décrété par le roi d'Aragon.

## L'Inquisition indépendante à Malte
Le pape Paul III réforme l'inquisition en 1542. Domenico Cubelles, évêque de Malte depuis 1542, reçoit du pape Pie IV par la bulle Licet ab Initio le titre d'inquisiteur le 15 juillet 1562 jusqu'à sa mort en 1565. Martín Rojas de Portalrubio lui succède alors à la tête du diocèse mais il entre en conflit avec Jean L'Evesque de La Cassière, le grand maître de l'Ordre qui demande et parvient à obtenir du pape Grégoire XIII la nomination d'un inquisiteur maltais indépendant. Ce poste de médiateur ne durera que neuf mois, mais l'Inquisition sera désormais installée dans l'archipel et indépendante de l’évêché. 
Pietro Dusina est ainsi le premier inquisiteur indépendant à Malte, il prend possession de sa charge et arrive à Malte le 1er août 1574.

## Évolution chronologique
L'inquisiteur gardera toujours un important pouvoir sur l'île. Envoyé direct du pape, il aura souvent gain de cause dans ses conflits avec l'évêque ou le Grand-Maître.
Au XVIe siècle, l'activité principale est la lutte contre les hérésies avec en particulier la chasse aux livres protestants.
Au XVIIe siècle, L'Inquisition se concentre sur la vie quotidienne des Maltais, en particulier sur les activités supposées de sorcellerie et de magie.
Au XVIIIe siècle, l'Inquisition comme ailleurs décline en pouvoir. Elle est surtout inquiète de la croissance des blasphèmes et de la bigamie.

## Les inquisiteurs
62 inquisiteurs se succéderont en poste à Malte. Parmi eux, deux futurs papes Alexandre VII et Innocent XII et plus de 25 cardinaux.
Paolo Passionei fut l'inquisiteur qui resta le plus longtemps en poste, de 1743 à 1754. Il entretint une liaison avec une maîtresse dont il eut deux filles. En 1749, il refusa un poste de nonce apostolique en Suisse de peur que sa vie dissolue ne fut rendue publique. Il quitta finalement Malte en 1754 et dut quitter les ordres.

### Liste des inquisiteurs

#### Évêques de Malte faisant office d'inquisiteur (1561–1574)
- Domingo Cubelles (21 octobre 1561 – 22 novembre 1566)
- Martin Royas da Porta Tubeo (20 mars 1573 – 3 juillet 1574)

#### Délégués apostoliques (1574–1798)
- Pietro Dusina (3 juillet 1574 – 20 avril 1575)
- Pier Santo Humano (20 avril 1575 – 23 juin 1576)
- Rinaldo Corso (23 juin 1576 – 1579)
- Domenico Petrucci (1579 – 1580)
- Federico Cefalotto (1580 – 1583)
- Pier Francesco Costa (novembre 1583 – 27 novembre 1584)
- Ascanio Libertano (27 novembre 1584 – 1587)
- Giovanbattista Petralata (1587 – 21 juillet 1587)
- Paolo Bellardito (15 septembre 1587 – mars 1591)
- Angelo Gemmario (marzec 1591 – août 1591)
- Paolo Bellardito (1591 – 1er mars 1592)
- Giovanni Ludovico Dell'Armi (12 mai 1592 – 3 juillet 1595)
- Innocenzo del Bufalo (3 juillet 1595 – 27 mars 1598)
- Antonio Ortensio (27 mars 1598 – 27 septembre 1600)
- Fabrizio Verallo (27 septembre 1600 – 24 mai 1605)
- Ettore Diotallevi (24 mai 1605 – janvier 1607)
- Leonetto Della Corbara (janvier 1607 – 15 octobre 1608)
- Evangelista Carbonese (15 octobre 1608 – 14 mars 1614)
- Fabio Delagonessa (14 mars 1614 – 10 mai 1619)
- Antonio Tornielli (10 mai 1619 – avril 1621)
- Paolo Torelli (avril 1621 – 12 juin 1623), fils de Pomponio Torelli
- Carlo Bovi (12 juin 1623 – 7 mai 1624)
- Onorato Visconti (7 mai 1624 – 19 février 1627)
- Nicolo Herrera (19 février 1627 – 29 mai 1630)
- Ludovico Serristori (29 mai 1630 – 10 octobre 1631)
- Martino Alfieri (10 octobre 1631 – 23 avril 1634)
- Fabio Chigi (futur pape Alexandre VII) (23 avril 1634 – 13 avril 1639)
- Giovanni Battista Gori Pannilini (it) (13 avril 1639 – 24 octobre 1646)
- Antonio Pignatelli (futur pape Innocent XII) (24 octobre 1646 – 27 mars 1649)
- Carlo Cavalletti (27 mars 1649 – 16 mai 1652)
- Federico Borromeo (13 novembre 1653 – 29 août 1654)
- Giulio Degli Oddi (avril 1655 – mai 1658)
- Girolamo Casanate (septembre 1658 – 5 juillet 1663)
- Galeazzo Marescotti (5 juillet 1663 – avril 1666)
- Angelo Maria Ranuzzi (27 octobre 1666 – 24 mars 1668)
- Carlo Bichi (24 mars 1668 – 7 mai 1670)
- Giovanni Tempi (7 mai 1670 – février 1672)
- Rannuzio Pallavicino (février 1672 – 17 décembre 1676)
- Ercole Visconti (it) (17 décembre 1676 – 27 mai 1678)
- Giacomo Cantelmo (27 mai 1678 – 30 avril 1683)
- Innico Caracciolo (30 avril 1683 – 2 juin 1686)
- Tommaso Vidoni (2 juin 1686 – 3 avril 1690)
- Francesco Acquaviva d'Aragona (12 décembre 1690 – 19 avril 1694)
- Tommaso Ruffo (21 mai 1694 – 12 janvier 1698)
- Giacomo Filiberto Ferrero di Messerano (22 novembre 1698 – 7 juin 1703)
- Giorgio Spinola (4 juillet 1703 – 15 juin 1706)
- Giacomo Caracciolo (30 juin 1706 – 24 février 1711)
- Raniero d'Elci (24 février 1711 – 26 octobre 1715)
- Domenico Silvio Passionei (1717-1718)
- Lazzaro Pallavicino (mai 1718 – 1720)
- Antonio Maria Ruffo (juillet 1720 – juin 1728)
- Fabrizio Serbelloni (juin 1728 – juillet 1730)
- Giovanni Francesco Stoppani (novembre 1730 – 4 avril 1735)
- Carlo Francesco Durini (4 avril 1735 – février 1739)
- Ludovico Gualterio De' Gualtieri (9 avril 1739 – 11 novembre 1743)
- Paolo Passionei (11 novembre 1743 – 4 décembre 1753)
- Gregorio Antonio Maria Salviati (4 décembre 1753 – 19 mars 1759)
- Angelo Maria Durini (7 décembre 1759 – 8 octobre 1766)
- Giovanni Ottavio Manciforte Sperelli (8 octobre 1766 – 22 mars 1771)
- Antonio Lante Montefeltro della Rovere (22 mars 1771 – 11 juin 1777)
- Antonio Felice Zondadari (11 juin 1777 – 1785)
- Alessio Falconieri (1785)
- Giovanni Filippo Gallarati Scotti (5 juillet 1785 – 7 août 1792)
- Giulio Carpegna (it) (7 août 1792 – 13 juillet 1798)

## Bâtiments

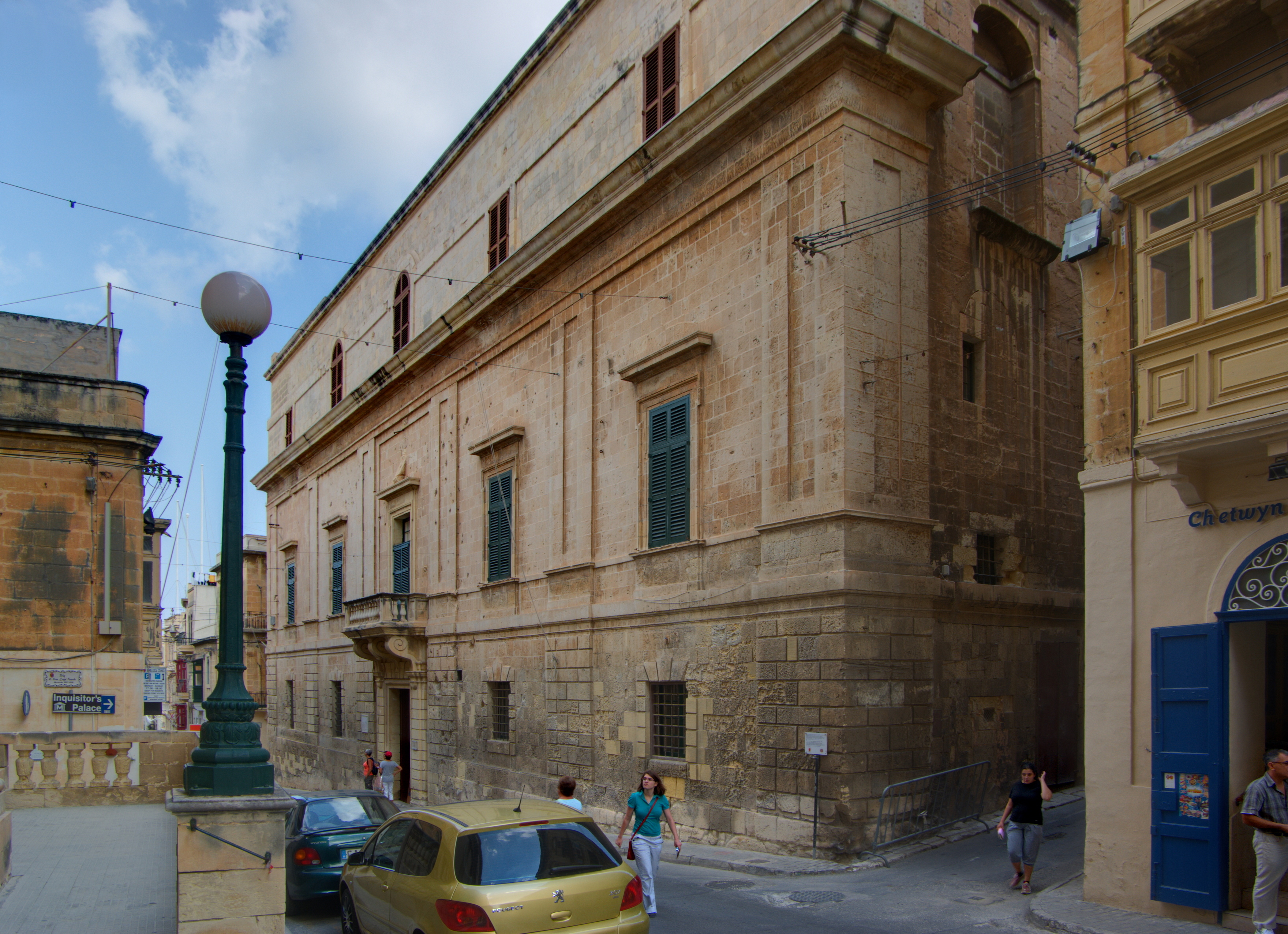
Palais de l'Inquisiteur de Il-Birgu

Le palais de l'Inquisiteur à Malte, situé à Il-Birgu, est un des rares exemples de palais inquisitorial subsistant. Il est situé sur le Grand Port, emplacement stratégique qui facilite le contrôle sur les entrées et sorties de l'île. Le palais est à la fois le lieu du tribunal ecclésiastique, de la prison inquisitoriale et lieu de résidence de l'inquisiteur. 
Pour échapper à ce palais fonctionnel mais austère et peu confortable, l'inquisiteur Onorato Visconti fera bâtir en 1625 à Is-Siġġiewi, une résidence plus accueillante, le palais Girgenti. Jusqu'en 1798, il sera le palais d'été de l'inquisiteur.

## Fonctionnement
Comme ailleurs, l'Inquisition se veut la gardienne de la « pureté » de la vie religieuse catholique en en pourchassant toutes les déviances supposées. 

### Agents de l'Inquisition
L'Inquisition possède une organisation pyramidale avec à son sommet l'inquisiteur qui ne dépend que du pape. Il dirige un personnel composé de religieux qui l'assistent dans les procès et de laïcs, militaires et informateurs. En 1658, ces laïcs comprennent 12 officiers, plusieurs soldats et 20 familiers, recrutés parmi des Maltais. Ces derniers sont surtout des commerçants et artisans, quelques fermiers et d'autres sans profession. La fonction de familier est très prisée car elle permet des privilèges rares et recherchés : par exemple de porter l'épée et de pouvoir monter à cheval. Ces privilèges seront d'ailleurs combattus par les chevaliers de l'Ordre, jaloux de leurs prérogatives.

### Contrôle du port
Une des tâches essentielles qui lui est dévolue à Malte est la surveillance stricte de l'entrée et de la sortie des individus du territoire maltais. Cette fonction a une résonance particulière à Malte, lieu de proximité avec l'Afrique du nord musulmane et surtout terre de transit des esclaves raflés lors des raids des corsaires maltais et des Hospitaliers de l'Ordre. Les agents de l'Inquisition travaillent avec la douane pour contrôler chaque navire qui entre ou qui sort du port. Ils font surtout la chasse aux renégats, nés chrétiens, qui ont dû changer de religion lors de leur séjour souvent forcé en terre musulmane.

### Contrôle de la vie quotidienne
Par des affichages répétés, l'Inquisition appelle la population à la délation concernant les déviances à l'orthodoxie. Ils sont en particulier appelés à dénoncer les écrits subversifs (hérétiques, talmudiques ou musulmans, et plus tard philosophiques), les renégats, les actes de sorcellerie et tous les actes « suspects ». Parler librement à un musulman peut ainsi amener à comparaitre devant le Saint-Office, on cite même « l'exemple d'un patron de taverne français, « coupable » d'avoir donné un morceau de pain et une tranche de viande à un enfant esclave âgé de 3 ans qui avait faim. »

### Les Procès

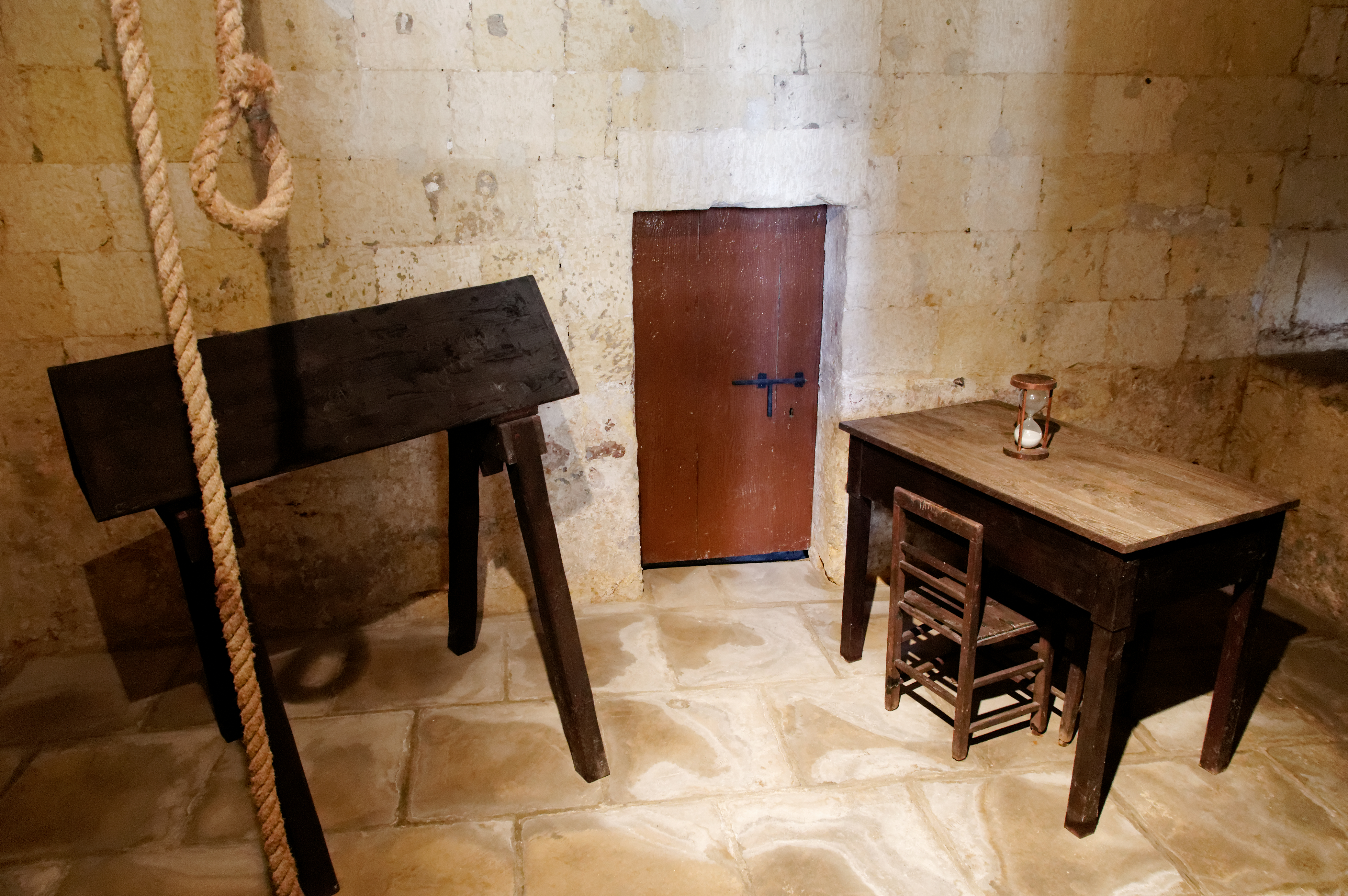
Reconstitution moderne d'une salle d'interrogatoire dans le palais de l'Inquisiteur de Il-Birgu

Comme en Espagne ou en Italie, l'individu est sous la crainte constante d'une dénonciation, d'autant que l'accusé n'est jamais informé du motif de son arrestation. La première question que l'inquisiteur pose est toujours rituellement « À votre avis, pourquoi comparaissez-vous devant le Saint-Office ? » La peur nait également de la torture, de la punition et de la mémoire de l'infamie.
Les hommes sont souvent plus lourdement condamnés que les femmes. En particulier à des peines de galères, à la demande de l'Ordre qui souhaite fournir ses équipages. D'autres peines sont des assignations à résidence, des emprisonnements, ou encore des services dans un couvent ou dans la Sacra Infermeria. Le tribunal est en général indulgent en cas d'aveux spontanés ou de réforme paraissant sincère, il est beaucoup plus sévère contre ceux qui persistent dans leurs « erreurs ».
La sorcellerie semble avoir été le motif le plus courant de comparution devant le tribunal, surtout durant les XVIIe siècle et XVIIIe siècle.

## Quelques cas

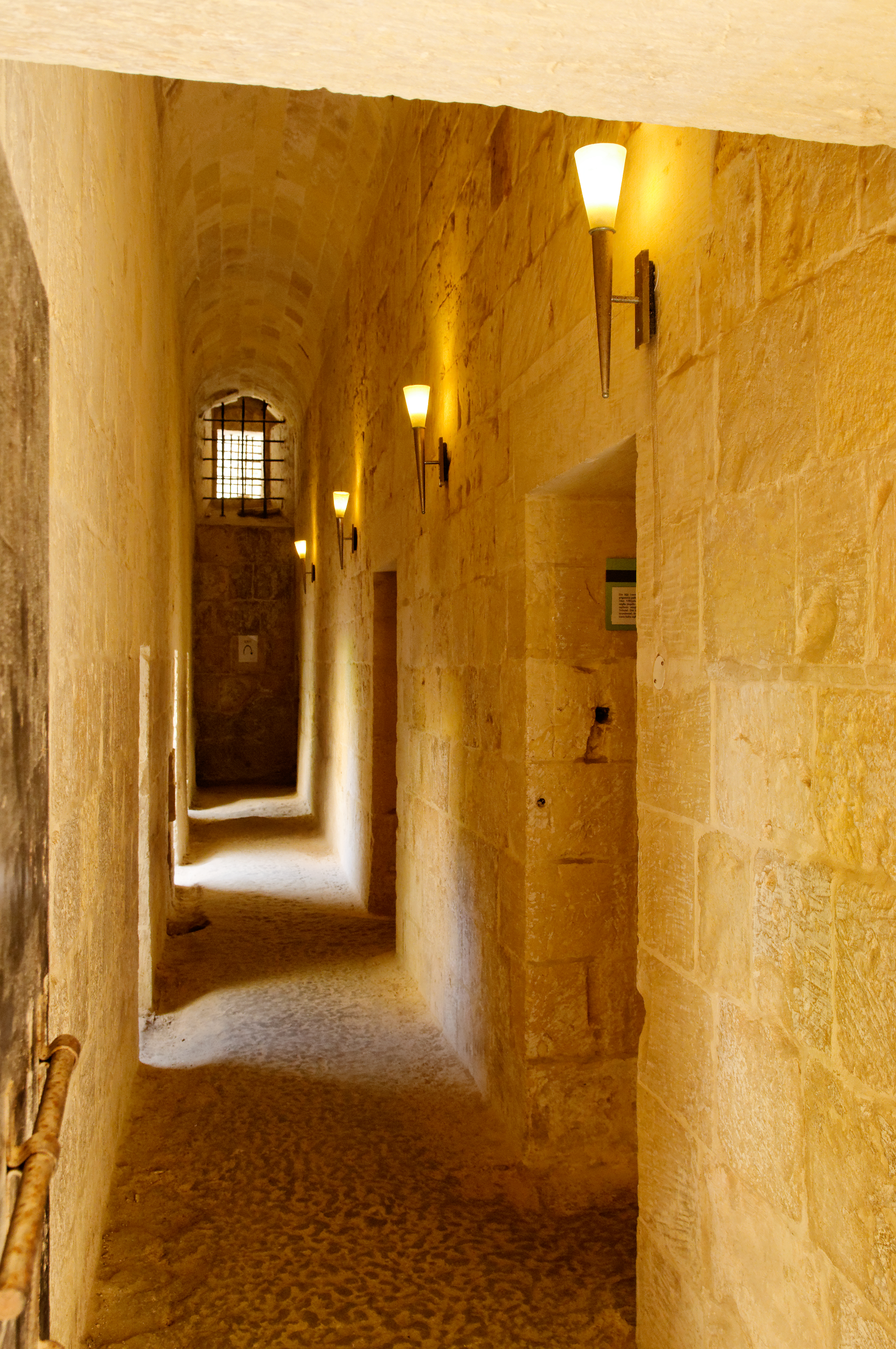
Entrée de l'une des cellules « secrètes », palais de l'Inquisiteur de Il-Birgu

- En 1554, Francesco Gesualdo (un prêtre français) est brûlé vif en public pour diffusion des idées luthériennes[2]. À cette même période, un autre hérétique nommé « Petit » aurait suivi le même sort[1].
- En 1664, Matteo Falson est condamné au bûcher. Ancien disciple de Francesco Gesualdo, il avait un temps abjuré avant de professer à nouveau ses idées et d'être condamné comme relaps[2]. Mais il parvint à s’enfuir de l'île et mourut pauvrement en Sicile, ses biens confisqués[10].
- En 1618, Sulpita de Lango est condamnée à 8 ans de prison pour sorcellerie[5].
- En 1643, le renégat Zatulo, obstiné dans sa foi musulmane, est condamné à la prison à vie.
- En 1658, deux Anglaises protestantes de la Société religieuse des Amis sont emprisonnées pendant 5 ans avant d'être expulsées de l'île.
- En 1705, Lazzaro Seichel, gardien de la prison, est accusé de fornication avec une prisonnière et condamné à 5 ans de galères.

## Fin de l'Inquisition maltaise
En mai 1798, le dernier inquisiteur de Malte, Giulio Carpegna, quitte l'île peu après la prise de Malte par les troupes napoléoniennes. Le tribunal inquisitorial est dissous par Bonaparte le mois suivant.
Les archives inquisitoriales sont alors transférées dans la cathédrale de Mdina.